# Petter Hugstedt
Petter Hugstedt, né le 11 juillet 1921 à Kongsberg et décédé le 19 mai 2000 dans la même localité, est un sauteur à ski norvégien.

## Biographie
Il signe son premier succès au Festival de ski de Holmenkollen en 1940, où il domine la compétition junior. Après la Seconde Guerre mondiale, il est troisième à Holmenkollen en 1947 et 1948 et gagne aux Jeux du ski de Lahti en 1947.
Son plus grand titre vient aux Jeux olympiques d'hiver de 1948 à Saint-Moritz, oùil devance de manière surprise son ami Birger Ruud.
Il concourt au niveau international jusqu'en 1951, prenant part aussi aux Championnats du monde 1950 (septième).
Basé à Kongsberg toute sa vie, il y crée le Musée du ski avec Birger Ruud.

## Palmarès

### Jeux olympiques
| Épreuve / Édition | St-Moritz 1948 |
| Individuel        | Or             |

### Championnats du monde
| Épreuve / Édition | Lake Placid 1950 |
| Individuel        | 7e               |